# Повітряно-наземна операція
Пові́тряно-назе́мна опера́ція (битва) (англ. AirLand Battle) — повітряно-наземна концепція оперативного (бойового) застосування різнорідних об’єднань, з’єднань та частин сухопутних військ, тактичної авіації а іноді і сил флоту (повітряно-наземна-морська операція).
Розроблена і прийнята в США та НАТО в середині 80-х років XX ст. з урахуванням переоснащення збройних сил на якісно нові системи зброї та військової техніки, в т.ч. високоточні бойові системи. 

## Суть концепції
Основну концепцію складає ведення операцій (битв) в рішучих, активних та маневрених формах з нанесенням чітко узгоджених по меті, часу й місцю, широким застосуванням керованої та самонавідної зброї, розвідувально-ударних комплексів, повітряних та морських десантів, наземних і повітряних маневрених груп (загонів), організацією безперервного вогневого ураження супротивника одночасно на всю глибину його розташування, ізоляцією резервів й розгромом їх по частинам ще до вводу у бій.
Передбачає завоювання вогневої переваги й панування в повітрі, створення й узгоджене застосування наземного й повітряного ешелонів, безперервне вогневе ураження супротивника одночасно на всю глибину його розташування, охоплювання основних угруповань військ(сил флоту) на землі, з повітря й моря, активне ведення радіоелектронної війни.

## Використання
Вперше ця концепція була застосована під час бойових дій в Лівані у 1982 р. ізраїльтянами. В повномасштабному вигляді практично застосована під час війни в зоні Перської затоки при проведенні операції «Буря в пустелі» в 1991 р за схемою: Objects – Units – Controls (OUC). Тобто — рішуче зламування оборони супротивника з декількох напрямків, у т.ч. і фронтального, просування в його оперативний тил і знищення (порушення функціонування) органів (пунктів) керування та комунікацій.
Придушення системи розвідувально-інформаційного забезпечення супротивника (Sensors) розглядається у цьому ряду, як один з видів бойового забезпечення, і, зазвичай, покладалося на сили спеціальних операцій.
Деяку винятковість має Друга ліванська війна – спроба Ізраїля вести бойові дії в перехідній фазі від індустріальних війн до мережевих. В даному випадку ізраїльська армія, частково готова до ведення війни за «лінійкою» SCUO, через специфічність супротивника була змушена діяти в режимі OUC, причому до U, i тим паче, до C справа по-справжньому не дійшла. Причому весь парадокс складається в тому,що коли б одразу був обраний вектор OUC, результати війни для Ізраїлю швидше аз все були б набагато якісніші. Але Армія оборони Ізраїлю виявилася «занадто добра» для війни з супротивником, сенсори та пункти (центри) управління якого практично неможливо виявити. А знищення окремого підрозділу принципово не впливає на його стійкість та здатність продовжувати бойові дії.
Послідовність дій SCUO несе із собою малі втрати сторін, що непорівнянні зі втратами сторін при послідовності OUC, тому що заобрійне знищення станції радіотехнічної розвідки не порівняти по затратах та втратах зі знищенням танкової роти при прямому зіткненні.